# Водолазка

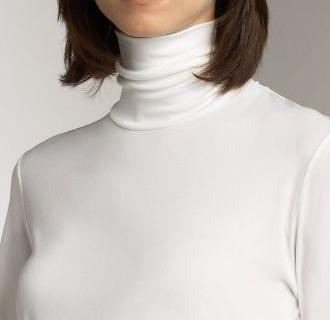
Женская водолазка

Водолазка (банлон, бадлон, битловка, гольф) — тонкий обтягивающий свитер или фуфайка с воротом, закрывающим шею человека.
Среди жителей Петербурга преимущественно используется слово «банлон» (и даже в большей степени искажённые «бадлон» и «бодлон»), предположительно произошедшее от наименования марки полиамидного синтетического волокна Ban-Lon. Водолазка может быть тонкой и толстой, используется в качестве как повседневной, так и праздничной одежды.

## История

### Европа
Одежду типа водолазки использовали в течение сотен лет; известна она, по крайней мере, с XV века.
С конца XIX века водолазку обычно носили низкооплачиваемые работники, а также спортсмены, моряки и морские офицеры. С середины XX века чёрная водолазка стала излюбленным предметом одежды учёных, философов, художников и интеллектуалов. Водолазка-смесь джемпера и поло стала отличительной чертою французского философа Мишеля Фуко. Частью большой моды для молодых состоятельных мужчин она стала после того, как её стали носить звёзды европейского кино Марчелло Мастроянни и Ив Монтан. Термин англ. polo neck, распространённый в британском английском, как полагают, происходит от одежды с подобными вырезами, которую носили игроки в поло.
Грета Гарбо часто носила водолазку с брюками как повседневную одежду, а позже Одри Хепбёрн надевала их на фотосессии.
Российский политик В. В. Путин и греческий политик Андреас Папандреу — примеры европейских государственных деятелей, любящих носить водолазки.

### США
Ношение этого предмета одежды Ноэлем Кауардом в 1920-х годах оказало влияние на тенденции моды среднего класса на короткий период; затем водолазки стали носить феминистки, которые сделали их женскими. В 1950-е годы чёрная водолазка стала отличительным знаком экзистенциалистов. Часть американской моды середины XX века, водолазка стала рассматриваться в качестве замены галстука, упрощённой формы одежды для тех, кто отвергал официоз. Среди них сенатор Тед Кеннеди, пианист и дирижёр Владимир Ашкенази, дирижёр Сейджи Озава, философ Мишель Фуко, певец Барри Манилоу, учёный Карл Саган и соучредитель компании Apple Inc Стив Джобс (который носил водолазку от Issey Miyake).
Со временем водолазки стали предметом женской одежды, популярным среди девочек-подростков, особенно лёгкие, подчёркивающие фигуру. Голливуд начинает эксплуатировать образ sweater girl (полногрудая девица в свитере в обтяжку).
К концу 1950-х годов «жёсткая водолазка» была принята в рамках студенческого стиля преппи, подчёркивающего опрятность и ухоженность. Это стало важным аспектом имиджа в Соединённых Штатах. Такой стиль позже перейдёт через Британию в остальную Европу в более «разбавленной» версии.
Элегантные водолазки из шёлка или нейлона, особенно с неформальными французскими манжетами, также имели успех в американской моде.

## Водолазка как бунт против галстука
Водолазка исторически выступала в качестве замены традиционного и доминирующего официального стиля (рубашки и галстука).
Джон Берендт. Esquire:

Водолазка была самым смелым вызовом существующему порядку вещей. Она олицетворяла мужское хладнокровие и высокомерие, напоминая атлетов, спортсменов и даже командиров подводных лодок. Простота её дизайна заставляет галстуки выглядеть суетливо и излишне.
Оригинальный текст (англ.)the turtleneck was the boldest of all the affronts to the status quo. It was the picture of masculine poise and arrogance, redolent of athletes, sportsmen, even U-boat commanders. The simplicity of its design made neckties seem fussy and superfluous by comparison.
Холстон:

Водолазки — самая удобная одежда из существующих. Они движутся вместе с телом, и они всем идут, потому что они акцентируют внимание на лице и удлиняют фигуру. Они упрощают жизнь: можно надеть водолазку на работу, а затем накинуть на неё пиджак и получить готовый наряд. Можно пойти куда угодно.
Оригинальный текст (англ.)turtlenecks are the most comfortable garment you can wear. They move with the body, and they're flattering too, because they accentuate the face and elongate the figure. They make life so easy: you can wear a turtleneck to work and then afterwards throw on a jacket, and it becomes very dressy. You can go anywhere you like.